# 維斯卡查約克山 (烏蘭馬爾卡區)
13°36′52″S 73°37′12″W / 13.61444°S 73.62000°W
維斯卡查約克山（Viscachayoc），是秘魯的山峰，位於該國南部阿普里馬克大區，由欽切羅斯省的烏蘭馬爾卡區負責管轄，屬於安地斯山脈的一部分，海拔高度4,200米。